# Ips calligraphus
Ips calligraphus es una especie de escarabajo del género Ips, tribu Ipini, familia Curculionidae. Fue descrita científicamente por E. F. Germar en 1823.
Se mantiene activa durante todos los meses del año.

## Descripción
Mide 5 milímetros de longitud.

## Distribución
Se distribuye por México, China, Estados Unidos, Guatemala, Honduras y República Dominicana.